# Unión Deportiva Aridane
La Unión Deportiva Aridane fue un club de la ciudad de Los Llanos de Aridane, en la isla de La Palma. Fue fundado en 1951, jugó seis temporadas en Tercera División, y jugaba sus encuentros como local en el estadio de Aceró.

## Historia
La Unión Deportiva Aridane tiene dos comienzos; en 1951 nacía el club de las cenizas del Aceró. El equipo compitió en la Liga Palmera desde ese año hasta 1956 con el nombre de U.D.Aridane. A la temporada siguiente se unió al C.D.Tanausú, compitiendo durante un año como U.D.Aridane-Tanausú. En 1978 renació con la unión de los dos equipos más importantes de la ciudad en aquel entonces, el también refundado pocos años antes, Aceró C.F. y el Atlético Llanense, con la misión de crear un equipo fuerte y competitivo para la ciudad, y que pudiera competir con los equipos de la capital, Santa Cruz de La Palma.
En la temporada 1987 debutó en Tercera División, categoría en la que permaneció durante seis años. El equipo tuvo una gran popularidad al ser el máximo representativo de la ciudad más poblada de la isla, y por competir de tú a tú con los "grandes" de la isla como eran la Sociedad Deportiva Tenisca, el Club Deportivo Mensajero y el Club Deportivo Victoria. Hasta la fecha, solo la Unión Deportiva Tijarafe y el grupo de los antes mencionados ha estado en más compañas en categoría nacional como el equipo llanero.
En 1996 se unió al Club Deportivo Argual y la Sociedad Deportiva Velia, para formar la Unión Deportiva Los Llanos. Así el equipo nació y murió por una unión de varios clubs del municipio. Los problemas económicos del club lo llevaron a la bancarrota y a buscar una salida en la fusión. Actualmente a la Unión Deportiva Los Llanos se le considera la heredera de la histórica Unión Deportiva Aridane.

## Temporadas de U.D.Aridane
| Temporada | División     | Posición | Copa del Rey |
| --------- | ------------ | -------- | ------------ |
| 1980/81   | 1.ª Regional | 4.º      |              |
| 1981/82   | Preferente   | 12.º     |              |
| 1982/83   | 1.ª Regional |          |              |
| 1983/84   | 1.ª Regional | 7.º      |              |
| 1984/85   | 1.ª Regional | 5.º      |              |
| 1985/86   | 1.ª Regional | 3.º      |              |
| 1986/87   | Preferente   | 2.º      |              |
| 1987/88   | 3ªDivisión   | 16.º     |              |
| 1988/89   | 3ªDivisión   | 9.º      |              |
| 1989/90   | 3ªDivisión   | 10.º     |              |
| 1990/91   | 3ªDivisión   | 8.º      |              |
| 1991/92   | 3ªDivisión   | 13.º     |              |
| 1992/93   | 3ªDivisión   | 18.º     |              |
| 1993/94   | Preferente   | 7.º      |              |
| 1994/95   | Preferente   | 13.º     |              |
| 1995/96   | Preferente   | 17.º     |              |

### Datos del club
- Temporadas en 3ªDivisión: 6
- Temporadas en Preferente: 5
- Temporadas en 1ªRegional: 5

## Estadio
La U.D. Aridane jugó sus partidos como local en el Estadio Municipal de Aceró. Dicho estadio cuenta con capacidad para 3.500 espectadores.

## Uniforme
- Local Camiseta amarilla, pantalón azul y medias blancas.
- Alternativo Camiste blanca, pantalón azul y medias azules.